# Oxytropis martjanovi
Oxytropis martjanovi är en ärtväxtart som beskrevs av Porphyriy Nikitich Krylov. Oxytropis martjanovi ingår i släktet klovedlar, och familjen ärtväxter. Inga underarter finns listade i Catalogue of Life.